# Sutton (Londres)
Sutton é um distrito no borough de Sutton, na Região de Londres, na Inglaterra. Está localizado a 10,6 milhas (17,1 quilômetros) a sudoeste de Charing Cross . É um dos maiores centros metropolitanos identificados no Plano de Londres  (London Plan). 
O Sutton United F.C. é o time de futebol da região.